# کوه کلاغ‌لان
قلهٔ قار قالان به معنی "قله ای که برف در طول سال بر روی آن می ماند" که به اشتباه و به طور ناشیانه به کلاغ‌لان ترجمه شده است یا قله لانه ‌کلاغ، یکی از قله‌های کوهستان الوند است. قار به معنی برف و قالان به معنی ماندگار است‌. این قله ۳۴۸۰ متر ارتفاع دارد. البته قار قالان به شکل دیگری هم ترجمه شده است. یعنی "دائم برف" که گرچه ترجمه صحیحی است ولی همچنان مغایر با حفظ نامهای تاریخی است. قلهٔ قار قالان قله‌ای است کله قندی برفراز کوهی صخره‌ای و مشرف به دوزخ‌دره، یک راه صعود به این قله از گنج‌نامه و کیوارستان است که از دو مسیر قابل دسترسی است. مسیر اول از میدان میشان به تخت نادر و سپس به یک دوراهی می‌رسد که یکی از آن‌ها به قلهٔ الوند و دیگری به قله قار قالان ختم می‌شود. مسیر دوم از دره کیوارستان به سمت چپ است. طول هر دو مسیر تقریباً یکسان است. راه دیگری نیز برای صعود به قار قالان وجود دارد و آن روستای برفین در دره امامزاده کوه است که با ۳ ساعت کوه‌پیمایی به قله می‌رسد.
در راه صعود به این قله، پناهگاه معروف قار قالان در ارتفاع ۳۲۵۰ متری قرار دارد. ساخت پناهگاه «کلاغ لانه» از نیمه دوم مردادماه ۱۳۵۸ با کندن بن و سنگچینی با گل و آهک شروع شد. ساخت این پناهگاه موجب شد که کوهنوردان با شب‌مانی در آن، در صعود به قله‌های الوند، کلاغ لانه، دائم برف و قزل ارسلان فعالیت بیشتری داشته باشند.

## منبع
- ابراهیمی، پروین (۱۳۸۲)، سیمای میراث فرهنگی همدان، تهران: سازمان میراث فرهنگی کشور، شابک ۹۶۴-۷۴۸۳-۶۸-۶